# Hans Sommer (Komponist, 1904)
Hans Sommer, Pseudonym Kurt Schmidt (* 22. Mai 1904 in Berlin; † 22. Oktober 2000 in Pacific Palisades, Kalifornien, USA), war ein deutschamerikanischer Filmkomponist.

## Leben
Hans Sommer begann seine Ausbildung als Freischüler am Klindworth-Scharwenka-Konservatorium und studierte an der Berliner Hochschule für Musik, bevor ihn Max Reinhardt zum Theater holte. Sein erstes Engagement erhielt er 1928 am Großen Schauspielhaus in Berlin, davor spielte er im Spätjahr 1927 neunzehn Klavierrollen für das Reproduktionsklavier Welte-Mignon ein. Sommer arbeitete als Kapellmeister und Komponist sowie als Revue-Pianist unter anderem für Erik Charell und Rudolf Nelson.
1933 wechselte Sommer zum Tonfilm. Er schrieb die Musik zu einer Reihe erfolgreicher Filmproduktionen. Sein bekanntestes Werk ist der Schlager „Jawohl, meine Herr’n“ aus dem Ufa-Film „Der Mann, der Sherlock Holmes war“ mit Hans Albers und Heinz Rühmann. Weil Sommer mit einer Jüdin verheiratet war, wurde er zum Beginn des Jahres 1938 mit Berufsverbot belegt. Mit einer von Propagandaminister Joseph Goebbels erteilten Sondergenehmigung konnte er ab Juli 1938 zunächst weiterarbeiten, emigrierte aber 1939 mit seiner Frau Anna-Susanne, geb. Reichenheim, einer Enkelin des Großindustriellen Oscar Huldschinsky, in die USA, wo Anna-Susannes Onkel Paul Huldschinsky als Filmarchitekt tätig war. Dort nahmen ihn 1943 Warner Bros. unter Vertrag. Allerdings konnte Sommer an seine Erfolge in Deutschland nicht mehr anknüpfen. Sein letztes bekanntes Werk ist die Kinomusik zum 1950 gedrehten religiösen Drama „Beichte eines Arztes“ (The First Legion) des Emigranten Douglas Sirk. Seine Ehefrau betrieb im Los Angeles Stadtviertel Pacific Palisades in der Mabery Road 165 einen Salon, wo Schauspieler wie Greta Garbo, Marlene Dietrich oder auch Schriftsteller wie Thomas Mann zu Gast waren.

## Filmografie
- 1933: Es war einmal ein Musikus
- 1936: Der Kurier des Zaren
- 1936: Kinderarzt Dr. Engel
- 1937: Der Mustergatte
- 1937: Der Mann, der Sherlock Holmes war
- 1938: Die kleine und die große Liebe
- 1938: Sergeant Berry
- 1946: Her Sister’s Secret
- 1947: Gas House Kids Go West
- 1951: Beichte eines Arztes – Die erste Legion (The First Legion)
- 1959: Serenade einer großen Liebe (Regieassistenz)